# Scientific Linux
Scientific Linux er en Linux-distribution udviklet af Fermi National Accelerator Laboratory og CERN. Scientific Linux er fri software baseret på Red Hat Enterprise Linux.
| Tux | Spire Denne Linuxartikel er en spire som bør udbygges. Du er velkommen til at hjælpe Wikipedia ved at udvide den. |